# Moody Woody
| Recensione | Giudizio |
| ---------- | -------- |
| AllMusic   | [ 1 ]    |

Moody Woody è un album discografico a nome di Woody Herman & His Orchestra with Charlie Byrd, pubblicato dall'etichetta discografica Everest Records nel dicembre del 1959.
L'album fu ripubblicato numerose volte nel corso degli anni, nel 1963 la stessa Everest Records (1216/5216) lo fece uscire con il titolo Samba-Bamba Bossa Nova (stesso titolo pubblicato su CD nel 2005 dalla Empire Musicwerks), in Australia nel 1964 come Moody Woody Featuring Summer Sequence, nel 1966 la Pickwick Records con il titolo The Byrd & The Herd, nel Regno Unito come Summer Sequence dalla Top Rank International.

## Tracce

### LP
Lato A
1. Prelude a la Cha Cha – 4:00 (Charlie Byrd) – Registrato il 26 dicembre 1958
2. Love Song Ballad – 4:05 (Charlie Byrd) – Registrato il 26 dicembre 1958
3. Original #2 – 3:05 (Charlie Byrd) – Registrato il 26 dicembre 1958
4. Bamba Samba – 3:08 (Allan Small) – Registrato il 26 dicembre 1958

Lato B
1. Summer Sequence, Part I – 3:55 (Ralph Burns) – Registrato il 24 dicembre 1958
2. Summer Sequence, Part II – 2:11 (Ralph Burns) – Registrato il 24 dicembre 1958
3. Summer Sequence, Part III – 3:44 (Ralph Burns) – Registrato il 24 dicembre 1958
4. Summer Sequence, Part IV – 4:08 (Ralph Burns) – Registrato il 24 dicembre 1958

- Il brano Bamba Samba nell'album originale è attribuito a Allan Small, nella ristampa su CD l'autore riportato è Charlie Byrd

## Musicisti
Prelude a la Cha Cha / Love Song Ballad / Original #2 / Bamba Samba
- Charlie Byrd - chitarra
- Nat Adderley - tromba
- Paul Cohen - tromba
- Nick Travis - tromba
- Charlie Shavers - tromba
- Ernie Royal - tromba
- Jim Dahl - trombone
- Frank Rehak - trombone
- Ed Price - trombone
- Woody Herman - clarinetto, sassofono alto
- Sam Marowitz - sassofono alto
- Joe Soldo - sassofono alto
- Harold Feldman - sassofono tenore
- Mike Tinnes - sassofono tenore
- Bill Slapin - sassofono baritono
- Eddie Costa - pianoforte, vibrafono
- Bill Betts - contrabbasso
- Jimmy Campbell - batteria
- Willie Rodriguez - congas, bongos
- Sid Feller - arrangiamenti

Summer Sequence, Part I / Summer Sequence, Part II / Summer Sequence, Part III / Summer Sequence, Part IV
- Charlie Byrd - chitarra
- Nat Adderley - tromba
- Al DeRisi - tromba
- Jimmy Maxwell - tromba
- Irving Markowitz - tromba
- Ernie Royal - tromba
- Billy Byers - trombone
- Frank Rehak - trombone
- Dick Leib - trombone
- Woody Herman - clarinetto, sassofono alto
- Sam Markowitz - sassofono alto
- Joe Soldo - sassofono alto, sassofono tenore
- Dick Hafer - sassofono tenore
- Jerry Sanfino - sassofono tenore
- Bill Slapin - sassofono baritono
- Eddie Costa - pianoforte, vibrafono
- Bill Betts - contrabbasso
- Jimmy Campbell - batteria
- Ralph Burns - arrangiamenti[3]